# 第341ミサイル航空団 (アメリカ軍)
第341ミサイル航空団（英語: 341st Missile Wing）はアメリカ空軍の部隊。空軍地球規模攻撃軍団第20空軍(20AF)傘下の部隊である。LGM-30G ミニットマンIII大陸間弾道ミサイルを運用する部隊であり、司令部はモンタナ州マルムストローム空軍基地に所在する。総人員は約4000名。

## 部隊構成
5個群で構成されているが、うち第341作戦群（341st OG）が主力であり、他の4個群は支援部隊である。第341作戦群は3個ミサイル中隊、1個作戦支援中隊で編成されている。
- 第341作戦群（341st Operations Group）
  - 第10ミサイル中隊（10th Missile Squadron）
  - 第12ミサイル中隊（12th Missile Squadron）
  - 第490ミサイル中隊（490th Missile Squadron）
  - 第341作戦支援中隊（341st Operations Support Squadron）
- 第341警備隊群（341st Security Forces Group）
- 第341整備群（341st Maintenance Group）
- 第341作戦支援群（341st Mission Support Group）
- 第341医療群（341st Medical Group）

ミサイル施設の詳細については、第341ミサイル航空団におけるLGM-30 ミニットマンミサイルの発射施設を参照。

## 事件・事故
2000年代以降、同航空団は国防脅威削減局による核管理体制の査察で複数回にわたって不合格となった。さらに2014年には多数の担当者による月次試験の不正や麻薬疑惑も発覚し、航空団の司令官が自主退職、作戦群の将校らが解任される事態となった。